# Євгенія Тетельбаум
Євгенія Тетельбаум (31 липня 1991) — ізраїльська синхронна плавчиня.
Учасниця Олімпійських Ігор 2016 року, де в змаганнях дуетів разом з Анастасією Глушков посіла 20-те місце.